# Anh đào Nam Kinh
Anh đào Nam Kinh (danh pháp hai phần: Prunus tomentosa) là một loài anh đào bản địa của miền bắc và miền tây Trung Quốc (kể cả Tây Tạng), Triều Tiên, Mông Cổ và có thể cả ở miền bắc Ấn Độ (khu vực Jammu và Kashmir, mặc dù có lẽ ở đây chỉ gieo giống).

## Đồng nghĩa
Anh đào Nam Kinh còn gọi là anh đào lông, anh đào Triều Tiên, anh đào Mãn Châu, anh đào Thượng Hải, anh đào Ando, anh đào lùn Trung Quốc, anh đào bụi Trung Quốc, anh đào bụi Hansen hoặc anh đào núi (chú ý một số loài khác cũng có tên là anh đào núi, xem thêm trang định hướng)
Danh pháp cũ của nó là Cerasus tomentosa (Thunb.) Wall. ex T.T.Yü & C.L.Li
Tên gọi của nó trong một số ngôn ngữ là: 毛樱桃 mao anh đào (tiếng Trung); ゆすらうめ yusura-ume (tiếng Nhật); 앵두나무 aeng du na mu (tiếng Triều Tiên); вишня войлочная vishnia voilochnaia tức anh đào phớt (tiếng Nga))

## Miêu tả

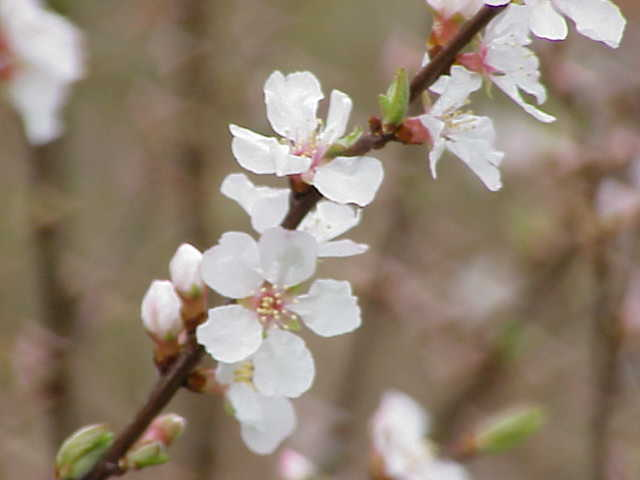
Hoa anh đào Nam Kinh

Là loài cây bụi lá sớm rụng, hình dáng không đều, cao từ 0,3 tới 3 m (ít khi tới 4 m) và có thể hơi phình rộng hơn. Vỏ cây nhẵn nhụi, màu đen pha sắc màu đồng. Các lá mọc so le, dài 2–7 cm và rộng 1–3,5 cm, hình ôvan hay hình trứng ngược, nhọn mũi với mép lá khía răng cưa không đều, phiến lá nhăn nheo màu lục sẫm và có lông tơ che phủ ở mặt trên, các lông măng ở mặt dưới, với các cuống lá có tuyến. Các hoa màu trắng hay hồng với đài hoa đỏ tươi, nở trước hoặc cùng thời điểm khi ra lá vào mùa xuân. Chúng mọc thành cụm dày dặc trên các cuống nhỏ màu đỏ tươi, đường kính 1,5–2 cm. Quả ngọt nhưng hơi chát, đường kính 5–12 mm (ít khi tới 25 mm), màu đỏ tươi, chín vào đầu mùa hè. Loài cây này ưa nhiều nắng và mọc tự nhiên trên nhiều loại đất. Nó chịu khô hạn tốt và có khả năng chịu lạnh tới thang độ 2 (-45 °C) của USDA Hoa Kỳ.

## Sử dụng
Loài cây này được trồng từ lâu theo dòng lịch sử trong vùng Đông Á để lấy hoa và quả. Nó được du nhập vào quần đảo Anh năm 1870, và Hoa Kỳ bởi Vườn ươm cây Arnold năm 1892.
Nó được gieo trồng cho nhiều mục đích. Quả ăn được, được dùng để làm nước quả, mứt hoa quả, rượu vang v.v. Nó cũng được trồng làm cây cảnh, được đánh giá cao vì hoa và quả của nó, cũng như được xén tỉa để trồng trong nghệ thuật bonsai với thân kép hay hình dáng lùn hay để mọc thẳng. Nó cũng được dùng làm gốc ghép lùn cho các loài anh đào khác. Tại Mãn Châu và trung tây Hoa Kỳ, loài cây bụi này được trồng làm hàng rào chắn gió. Trong điều kiện gieo trồng, nó phát triển tốt trong điều kiện đất hơi chua và thoát nước tốt.
Một vài giống cây trồng được chọn lọc; bao gồm 'Graebneriana' (Đức), 'Insularis' (Nhật Bản và Triều Tiên), 'Leucocarpa' (Mãn Châu; quả trắng), 'Spaethiana' (châu Âu).

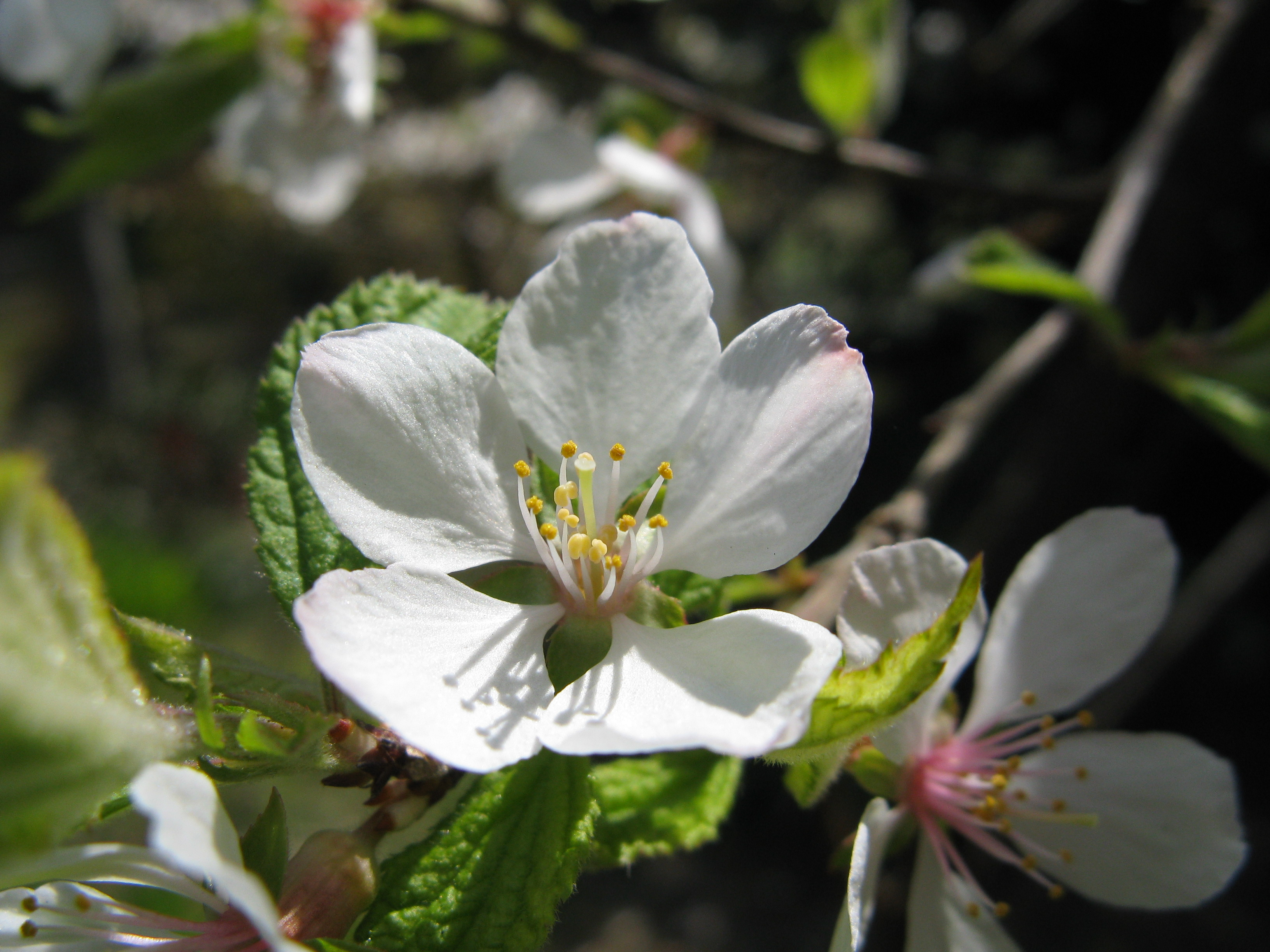
Prunus tomentosa

### Phân loại
Carl Peter Thunberg miêu tả loài cây này từ các dữ liệu trong gieo trồng thu thập được tại Nhật Bản trong giai đoạn từ tháng 8 năm 1775 tới tháng 11 năm 1776 khi ông sống tại đảo Dejima (出島) trong vịnh Nagasaki. Ông công bố miêu tả này hai lần, lần đầu trong Systema Vegetabilium của Murray, ấn bản lần thứ 14 (trang 464) vào tháng 5-6 năm 1784, và lần thứ hai trong Flora Japonica của Thunberg (trang 203) vào tháng 8 năm 1784. Ông miêu tả loài này là "fol. ovatis subtus tomentosis", để biểu thị rằng loài cây này được đặt tên từ tomentum, hay lông măng, trên mặt dưới của phiến lá. Murray ghi nhận là "Thunb. l.c.M."